# 킬리키아

로마 제국의 킬리키아 속주, (125년 경)

킬리키야(튀르키예어: Kilikya), 킬리키아(그리스어: Κιλικία, 언어 오류(hyw): Կիլիկիա) 또는 실리시아(영어: Cilicia)는 소아시아의 남동쪽 해안, 키프로스 북쪽의 해안지역을 말하는 고대의 지명이다.
북쪽과 서쪽은 타우루스산맥이 아나톨리아의 고원지대와 경계를 이루고, 동쪽으로 안티타우루스 산맥이 있다. 남쪽으로는 지중해와 만나는데 고대에는 소아시아와 시리아를 잇는 유일한 통로, "킬리키아 문" 이 이곳에 있었다. 히타이트, 아시리아, 페르시아 제국의 지배를 받았고 특히 키루스 2세의 정복 당시 도움을 주어서 키루스로부터 특별한 지위를 부여받았다. 킬리키아의 문 은 알렉산드로스 대왕의 이수스 전투가 벌어진 곳으로 유명하다.
알렉산드로스의 사후 잠시 프톨레마이오스 왕조의 지배를 받다가 곧 셀레우코스 왕조로 넘어갔고 기원전 67년 폼페이우스의 동방원정때 로마의 속주로 편입되었다. 이후로 로마 제국시대에 몇번 속주로 재조정하였다가 비잔티움 제국의 영토로 승계되었다.
7세기 이슬람교도의 정복 전쟁때 이슬람에 복속되었다가 965년 비잔티움 제국의 황제 니케포루스 포카스가 다시 복속시켰으며 이 시기부터 아르메니아인들이 이 지역에 점점 더 정착하였으며 특히 제국의 통치가 11세기 동안 코카서스 깊숙이 밀려들어오면서 이 지역에 점점 더 정착하게 되어 제1차 십자군 이후 킬리키아의 아르메니아 왕국이 세워졌다. 이후 1375년 이집트 맘루크 술탄국에 의해 킬리키아의 아르메니아 왕국은 멸망하여 맘루크가 이 지역을 다스렸으며 1516년에는 오스만 제국의 셀림 1세에게 정복되었다. 이후 제1차 세계대전이 일어나고 앙카라 조약에 따라서 현재는 터키의 영토이다.

## 같이 보기
- 벨레로폰